# Atletica leggera ai XVII Giochi del Mediterraneo - Marcia 20 km femminile
Le gare di atletica leggera nella categoria marcia 20 km femminile si sono tenute il 27 giugno 2013 all'Adnan Menderes Bulvarı di Mersin, in Turchia.

## Calendario
Fuso orario EET (UTC+3).
| Data      | Ora  | Turno  |
| --------- | ---- | ------ |
| 27 giugno | 8:00 | Finale |

## Risultati

### Finale
| Pos. | Atleta               | Nazionalità | Tempo    | Corsia |
| ---- | -------------------- | ----------- | -------- | ------ |
|      | Eleonora Giorgi      | Italia      | 1h39'13" |        |
|      | Raquel González      | Spagna      | 1h41'08" |        |
|      | Antigónī Ntrismpiōtī | Grecia      | 1h41'53" |        |
| 4    | Corinne Baudouin     | Francia     | 1h45'28" |        |
| 5    | Olfa Lafi            | Tunisia     | 1h52'45" |        |
| 6    | Anne-Gaëlle Retout   | Francia     | 1h53'16" |        |
| 7    | Gamze Özgör          | Turchia     | -        | dnf    |
| 8    | Narin Sağlam         | Turchia     | -        | dns    |